# Penah Lake
Der Penah Lake ist ein See im Norden des australischen Bundesstaates Tasmanien.
Der See liegt im Nordostteil des Walls-of-Jerusalem-Nationalparks am Oberlauf des Little River.